# 365. strelska divizija (ZSSR)
365. strelska divizija (izvirno rusko 365. стрелковая дивизия; kratica 365. SD) je bila strelska divizija Rdeče armade v času druge svetovne vojne.

## Zgodovina
Divizija je bila ustanovljena oktobra 1941 v Sverdlovsku in bila uničena februarja 1942 v bitki za Ržev. Pozneje je bila ponovno ustanovljena.